# ピアノ協奏曲 (レーガー)
ピアノ協奏曲 ヘ短調 作品114 は、マックス・レーガーが1910年にライプツィヒで作曲したピアノ協奏曲。曲はフリーダ・ホダップへと献呈され、1910年12月15日にライプツィヒでホダップの独奏、アルトゥール・ニキシュの指揮、ライプツィヒ・ゲヴァントハウス管弦楽団によって初演された。曲はその難渋さのため、演奏と録音の機会に恵まれていない。本作に取り組んだピアニストには1959年に初録音を行ったルドルフ・ゼルキンから、2017年に本作の録音により賞を獲得したマルクス・ベッカーまでがいる。

## 概要

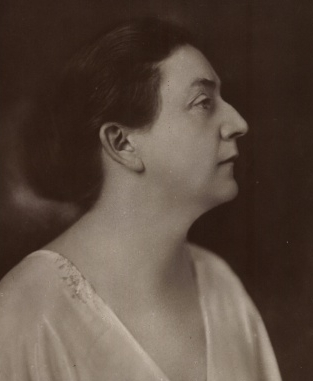
フリーダ・ホダップ、1918年以前。

1910年に3日間にわたるレーガー作品による音楽祭がドルトムントで開催され、同地に滞在中だった彼はフリーダ・クヴァスト＝ホダップがバッハの主題による変奏曲とフーガを演奏するのを聴いた。レーガーは1906年にライプツィヒで彼女にピアノ協奏曲の作曲を約束しており、この時も同じ約束を繰り返した。1910年5月に作曲に着手した彼は6月の終わりまでに第1楽章を書き上げた。彼の出版を請け負っていたボーテ・ウント・ボック社は7月22日に作品を受領している。総譜、パート譜、レーガー自身が作成したピアノ4手のための編曲から成る楽譜は、1910年9月に出版された。曲はホダップへと献呈された。出版社のベルリン本社が1943年に破壊されて自筆譜は失われてしまったが、献呈の意志は明らかであった。「この獣のようなものはクヴァスト氏のものである。豚の長、マックス・レーガーがこれを確認する。」彼女は1910年12月15日にライプツィヒで本作を初演している。指揮はアルトゥール・ニキシュ、管弦楽はライプツィヒ・ゲヴァントハウス管弦楽団であった。

## 楽曲構成
伝統的な3つの楽章で構成される。演奏時間については39分となっており、うち第1楽章は約18分である。

### 第1楽章
Allegro moderato 4/4拍子 ヘ短調
ソナタ形式。ティンパニのロールと管弦楽のファンファーレにより、ブラームスのピアノ協奏曲第1番のように幕を開ける（譜例1）。「アーチ状のソナタ形式」によりまとめられており、ピアノとオーケストラを対等に扱う交響的な取り組みがなされている。その結果としてカデンツァは設けられなかった。音楽は進歩的な和声を用いており、意図的にヘ短調という調性が避けられている。ピアノは力強いオクターヴを奏して登場し、管弦楽と劇的な対話を繰り広げる。第2主題は対照的に抒情的である（譜例2）。
譜例1
譜例2

### 第2楽章
Largo con gran espressione 3/8拍子
ピアノのモノローグで開始される（譜例3）。レーガーはこの楽章にルーテル教会のコラールを引用している。オーボエと第1ヴァイオリンで奏される「Wenn ich einmal soll scheiden」、他にも「O Welt, ich muss dich lassen」、楽章の終盤にかけてやはりオーボエが奏する「Vom Himmel hoch」である。この「コラールの断片群」が独創的なテクスチュアの一部を形成していく。
譜例3

### 第3楽章
Allegretto con spirito
「角張った」主題の「風変りな性格」と評される終楽章は、再び要求の高い技巧によって扱われる。ピアノの独奏により開始される（譜例4）。やはり「嵐のような」ピアノと管弦楽の対話は、最後にはヘ長調の「肯定的な結び」へと解決されていく。
譜例4

## 演奏と録音
本作は極端に演奏が困難な記念碑的作品であるという点においてブゾーニのピアノ協奏曲と比較されてきた。『Süddeutsche Zeitung』によると、この作品はブゾーニの作品と「運命を共にして」おり滅多に演奏されることはないという。初録音は1959年にルドルフ・ゼルキンの独奏、ユージン・オーマンディ指揮、フィラデルフィア管弦楽団によって行われた。アマデウス・ヴェーバージンケは1973年にギュンター・ヘルビヒが指揮するドレスデン・フィルハーモニー管弦楽団と組んで録音、2002年にCDとして再発されており、2006年にレーガーの管弦楽集に収録された。ゲルハルト・オピッツは1988年にホルスト・シュタイン、バンベルク交響楽団とのコンビで録音を残している。2010年にイラン・ヴォルコフ、ベルリン放送交響楽団と共に行われたマルカンドレ・アムランの録音は、リヒャルト・シュトラウスの『ブルレスケ』とのカップリングでリリースされた。ある評論家はアムランがこの難曲を成功裏に描き切っていると述べ、彼による「極度に困難な火工品」の演奏は「まことに驚くべきもの」であると評している。
2016年のレーガー没後100周年に合わせ、ピーター・ゼルキンはニューヨークのカーネギー・ホールにおいてレオン・ボットスタイン、アメリカ交響楽団との共演で本作を演奏した。これは「彼の亡き父の業績を詩情豊かに継続するもの」とも解されている。マルクス・ベッカーはジョシュア・ワイラースタイン指揮、ハノーファー北ドイツ放送フィルハーモニー管弦楽団で2017年に本作をライヴ録音した。『南ドイツ新聞』のある評論家はベッカーが「ライオンの手」で分厚い和音やオクターヴの走句といったヴィルトゥオーソ的側面を自分のものとしつつ、第2楽章ではその極限の感受性と美を顕在化させもした、と記している。彼はこの録音により2019年のエコー賞で19世紀の協奏曲の最優秀録音賞を獲得した。